# Sultanato de Maguindánao
El sultanato de Maguindánao (en maguindánao, Kasultanan nu Magindanaw; en antiguo maguindánao, كاسولتانن نو ماڬينداناو; en jawi, کسلطانن ماڬيندناو; en iranun, Kesultanan a Magindanao; en malayo: Kesultanan Magindanau; en filipino: Kasultanan ng Maguindanao; en árabe: سلطنة ماجينداناو‎) fue un sultanato que gobernó partes de la isla de Mindanao, en el sur de Filipinas, especialmente en la provincia de Maguindánao, Mindanao Central, la península de Zamboanga y la región de Dávao. Su conocida influencia histórica se extiende desde la península de Zamboanga hasta la bahía de Sarangani. Durante la era de la colonización europea, el sultanato mantuvo relaciones amistosas con comerciantes británicos y neerlandeses.

## Historia
Antes de la fundación del sultanato de Maguindánao, según los anales de la dinastía Yuan, Nanhai Zhi (en el año 1304), una entidad política conocida como Wenduling (文杜陵) fue su estado predecesor. Este Wenduling fue invadido por el entonces Brunéi hindú, llamado Pon-i (actual sultanato de Brunéi), hasta que se rebeló contra Pon-i después de la invasión de este por parte del Imperio majapahit. La islamización sucedió después. En primer lugar, dos hermanos llamados Mamalu y Tabunaway vivían pacíficamente en el valle de Cotabato en Mindanao y luego el jerife Mohammed Kabungsuwan de Johor en lo que hoy es Malasia, predicó el islam en el área en el siglo XVI; Tabunaway se convirtió, mientras que Mamalu decidió mantenerse firme a sus ancestrales creencias animistas. Los hermanos se separaron, Tabunaway se dirigió a las tierras bajas y Mamalu a las montañas, pero prometieron honrar su parentesco y, por lo tanto, se forjó un pacto de paz no escrito entre los musulmanes y los pueblos indígenas a través de los dos hermanos.
Cuando el jerife Kabungsuwan introdujo el islam en el área, que antes tenía influencia hindú desde la época del imperio Srivijaya, a fines del siglo XVI, se estableció como sultán asentado en Malabang-Lanao. Exilió a algunos de los suyos que apostataron a Cotabato. Posteriormente se casó con miembros de las familias de los jefes locales y estableció el sultanato de Maguindánao, con sede en Slangan (la parte occidental de la actual Cotabato), convirtiéndolo prácticamente en el sultán de toda la isla. El sultanato generalmente se centró en el valle de Cotabato.
Asraf Mohamad Samalan Dipatuan Qudratullah Fahar'uddin Nasiruddin, conocido popularmente como Kudarat y cuyo nombre de joven era Ullah Untong, fue uno de los mayores sultanes que controló Mindanao. En su santuario isleño en Joló, era conocido como sultán Nasiruddin y después de su reinado fue enterrado allí. Su nieto Abd al-Rahman continuó aumentando el poder y la influencia del sultanato.
El sultanato de Maguindánao también tenía una estrecha alianza con el sultanato de Ternate, en la región de las Molucas en Indonesia. Ternate enviaba regularmente refuerzos militares a Maguindánao durante las guerras hispano-moras.
Durante el período colonial español, el sultanato de Maguindánao pudo defender su territorio, impidiendo que los españoles colonizaran todo Mindanao y cediendo la isla de Palawan al gobierno español en 1705. El priorato de la isla que le cedió Joló al sultán Sahabuddin. Esto fue para ayudar a disuadir las invasiones españolas en la isla de Mindanao y la propia Joló.
Los gongs chinos, el amarillo como color de la realeza y los modismos de origen chino entraron en la cultura de Mindanao. La realeza estaba conectada con el amarillo. El color amarillo fue utilizado por el sultán en Mindanao. Se exportaron vajillas y gongs chinos a los moros.
Los chinos mercantes residían tranquilamente junto a los moros en Maguindanao.

## Lista de sultanes de Maguindánao
Los registros históricos documentan 24 sultanes de Maguindanao.
1. Jerife Muhammad Kabungsuwan
Según alguna tradición de Tarsilan según el dr. Sleeby y el dr. Majul decodificados, el jerife Ali Kabungsuwan era hijo de Sharif Abu'Bkr-Zein Ul-Abidin, tío de sultán de Joló Sharif Ul-Hashim. Su antepasado, el sultán Betatar de Taif (actual Arabia Saudita) era descendiente de novena generación de Hasan ibn Ali, hijo de Fátima, hija del profeta Mahoma. Jerife Kabungsuwan se instaló en Malabang Lanao y conoció a los hermanos Tabunaway y Mamalu en Inawan. Convirtió a los nativos en Bpayguan, pero Mamalu y las tribus nativas que dirigía optaron por no convertirse y regresaron a su tierra natal en las colinas de Mindanao (Saleeby). La madre de Kabungsuwan pertenecía a la familia real de Johor en el extremo sur de la península malaya. Se puede especular que llegó a las costas de Mindanao alrededor de 1515. Fue el segundo Makdum (Karim Ul-Makdum) que vino y reforzó el Islam. Se casó con la hija de Tomoai Aliwya de la dinastía de la familia Maguindánao. Después de la muerte de su suegro, la autoridad política de este último recayó en Kabungsuwan, quien había establecido el sultanato de Maguindánao como su primer sultán, reinando como Sultán Aliwya. Jerife Kabunsuan recibió la autoridad y el poder para liderar por Rajah Tabunaway y Apo Mamalu, el hijo del jerife Maradja de Johor. El rajá Tabunaway fue quien aceptó Kabungsuwan en el río Pulangi.
2. Jerife Maka-alang
Era hijo de Muhammad Kabungsuwan y de apellido "Saripada". Su madre, Angintabu, era hija de un jefe iranun del área ahora conocida como Malabang. En 1543, durante la expedición de Villalobos, unos españoles lograron llegar a la desembocadura del Pulangi donde fueron informados por los habitantes que el cacique se llamaba “Sarriparra”. Siendo esta una variación de “salipada” o “saripada”, se puede suponer que el jefe era el jerife Maka-alang; especialmente si se considera que una Tarsila no solo establece explícitamente que el jerife tenía tal título sino que tal título no se encontró entre sus sucesores inmediatos.
3. Datu Bangkaya
Era hijo de jerife Maka-alang. En 1574, Guido de Lavezaris escribió al rey español que el cacique del río Mindanao quería hacerse amigo de los españoles. En otro informe español de 1579, se hace referencia a este jefe como “Asulutan” (en árabe, As-sulutan) con la información de que era padre de Diman Sankay y que ya había muerto. Esto se refiere probablemente a Datu Bangkaya quien para 1574 debe haber estado reinando por algún tiempo, ya que en 1579, su hijo Dimansankay, era considerado por los españoles como “un anciano”. Datu Bangkaya también podría haber sido el gobernante de Pulangi que, según se informa, murió en 1578.
4. Datu Dimasankay
Era un hijo de Bangkaya. Los informes españoles dicen que gobernaba en 1579 y que era un anciano. Los principales datus de los iranuns y maranaos afirman descender de él.
5. Datu Salikula
Era medio hermano de Dimansankay y también conocido como Gugu Salikula. Hasta principios de 1597, parecía ser un jefe de carga de Maguindánao, Dimansankay estaba muerto en ese momento. Según tarsilas, se casó con una princesa de Joló y, por lo tanto, podría haber sido el jefe de Maguindánao visto en Joló en 1597, donde se suponía que había sido desterrado por ser "inquieto y rebelde" y que además se describió como un cuñado del gobernante Joló y tío del rajá Muda de Maguindánao (erróneamente llamado “Rey”) por los españoles. Fue jefe alrededor de 1585 a 1597.
6. Capitán Laut Buisan
Era medio hermano menor de Dimansankay y Salikula; a veces lo llamaban por el título "Katchil". Su gobierno comenzó alrededor de 1597 cuando desplazó a Salikula; controlaba a su sobrino, el Rajah Muda, un hijo de Dimansankay. Debió ser jefe al menos hasta 1619, ya que fuentes holandesas mencionan relaciones con el predecesor inmediato de Kudarat en esta fecha.
7. Sultán Kudarat
Hijo de Buisan, fue conocido por los españoles como "Corralat " y por algunos escritores neerlandeses como "Guserat ". Entre 1619 y 1621, hubo una guerra entre Buayan y Maguindánao, probablemente dinástica o una contienda por la primacía en Pulangi. Kudarat debe haber estado involucrado en esta guerra no mucho después de un cambio temporal en el que parece ejercer algún poder político sobre Buayan. Además, debe haber consolidado su poder lo suficientemente bien después de esto para permitirle atacar Sarangani en 1625. Murió a fines de 1671 después de haber gobernado alrededor de medio siglo. Su gobierno, con diversas fortunas y en diferentes capitales, puede, por lo tanto, estimarse bastante bien que tuvo lugar entre 1619 y 1671. Para 1645, ya usaba el título de “sultán”. De joven se titulaba “Katchil”. Sus bisnietos se refirieron a él como Nasir ud-Din.
8. Sultán Dundang Tidulay
Era hijo de Kudarat y hay un informe de que murió antes que su padre. Si gobernó en absoluto, debe haber sido por un tiempo muy corto. Sus nietos lo llamaban Saif ud-Din.
9. Sultán Barahaman (en árabe, Abd ur-Rahman)
Era hijo del sultán Tidulay. También era conocido como Minulu sa Rahmatullah. Sus hijos se refirieron a él como Muhammad Shah. Fue Almo Sobat (en árabe, Al Mu-Thabbat ) para William Dampier o el Almo al-Lasab Brahaman para los españoles. También usó el nombre de su abuelo, Kudarat. Fue reportado como sultán a principios de 1678. La información dada a los funcionarios holandeses en Ternate fue que murió el 6 de julio de 1699.
10. Sultán Kahar Ud-din Kuda
Era un hermano menor de Barahaman ya veces se le conocía como Jamal ul-'Azam. También asumió el título de Amir ul-'Umara, así como el de Maulana. Su reinado fue disputado por dos de sus sobrinos, los hijos de Barahaman. Para hacer más segura su autoridad, pidió la ayuda de sultán de Joló Shahab ud-Din, quien vino a Simuay, donde Kuda celebró la corte. Un malentendido, así como la amargura debido a una disputa de larga data, provocó una batalla campal entre los jolóes y maguindánaos. En la lucha, sultán de Joló mató personalmente a Kuda. Este evento tuvo lugar el 10 de agosto de 1702.
11. Sultán Bayan Ul-Anwar
Su otro nombre de reinado fue Jalal ud-Din . Titulado Dipatuan durante su vida, fue conocido después de su muerte como Mupat Batua. Era hijo del sultán Barahaman. En 1701, ya intrigaba contra su tío, el sultán. Accedió al trono en 1702 y mantuvo la corte en Slangan, pero estuvo a menudo en Sibugay. Su hermano menor, Ja'far Sadiq, el Rajah Muda, se rebeló contra él pero logró mantener el trono. En 1736, Anwar abdicó en favor de su hijo, Tahir ud-Din Malinug (núm. 13). Murió alrededor de 1745.
12. Sultán Muhammad Ja'far Sadiq ManamirEra un hermano menor del sultán Bayan ul-Anwar. A veces se le llamaba Amir ud-Din. Conocido como Maulana en vida, fue conocido después de su muerte como Shahid Mupat. Disputó el reinado de su hermano mayor, pero se vio obligado a huir a Tamontaka en 1710. Los funcionarios holandeses se refirieron a él como "el joven rey" para distinguirlo del sultán Bayan ul Anwar. Hacia 1725 había asumido el título de Paduka Sri Sultan . En marzo de 1733, su hermano y sobrino Malinug atacaron a sus fuerzas en Tamontaka. Este último provocó su muerte en la lucha subsiguiente. Mientras su hermano tenía el poder a lo largo de la costa, Manamir dominaba el interior. Su poder fue reconocido en Tamontaka desde alrededor de 1710 hasta su muerte en marzo de 1733.
13. Sultán Muhammad Tahir Ud-din
Hijo del sultán Bayan ul-Anwar, los españoles lo conocían comúnmente como " Dipatuan Malinug ". También fue conocido como Muhammad Shah Amir ud-Din. En una batalla en 1733, mató a su tío Ja'far Sadiq Manamir. En 1736, su padre comenzó a compartir con él las responsabilidades del gobierno. Sin embargo, su autoridad fue cuestionada por dos de sus primos, hijos de Manamir, lo que lo obligó a retirarse al interior donde murió en Buayan alrededor de 1748.
14. Sultán Muhammad Khair Ud-din
Era hijo del sultán Ja'far Sadiq y era conocido por los europeos como " Pakir Maulana Kamsa " (en árabe, Faqir Maulana Hamzah ) o Amir ud-Din Hamza. También usó el nombre 'Azim ud-Din y asumió el título de Amir al-Mu'minin ("Comandante de los Fieles"). En 1733, después de que su padre fuera asesinado, comenzó a considerarse heredero del trono y, por lo tanto, se autodenominó Rajá Muda. Al año siguiente, fue investido formalmente con los deberes de un sultán en presencia de los funcionarios españoles de Zamboanga. Con algo de ayuda española, pudo consolidar su posición en Tamontaka y desafiar el gobierno de su tío Bayan ul-Anwar y más tarde el de su primo Malinug. Pero a la muerte de este último alrededor de 1748, cesó la lucha por el sultanato. Pakir Maulana Kamsa surgió como jefe supremo de Maguindánao. Alrededor de 1755, comenzó a ceder algunos de sus poderes a su hermano menor con la condición de que su hijo, Kibad Sahriyal, sería el Rajá Muda.
15. Sultán Pahar Uddin
Era hermano menor de Pakir Maulan Kamsa y era conocido como Datu Pongloc o Panglu. Comenzó a ejercer los poderes de sultán alrededor de 1755 y estaba en el asiento del sultán ese mismo año cuando el capitán Thomas Forrest visitó Maguindánao. Fue conocido póstumamente como Mupat Hidayat.
16. Sultán Kibad Sahriyal
Su título más real fue Muhammad 'Azim ud-Din Amir ul-Umara. Era hijo de Pakir Maulana Kamsa. Incluso antes de la muerte de su tío el sultán, ya se le llamaba “sultán”. Fue amigo de los españoles y al menos dos veces entró en negociaciones pacíficas con ellos, a saber, en 1780 y 1794. Probablemente gobernó desde 1780 hasta 1805.
17. Sultán Kawasa Anwar Ud-din
Era hijo de Kibad Sahriyal y, como su padre, también tenía derecho a Amir ul-'Umara. Entró en un tratado de paz con los españoles en 1805. Uno de sus sellos llevaba el título de Iskandar Julkarnain. Posiblemente reinó desde 1805 hasta 1830.
18. Sultán Iskandar Qudraullah Muhammad Zamal Ul-Azam
Fue más conocido popularmente como sultán Untong. Era nieto de Kibad Sahriyal y sobrino del sultán Kawasa. Algunos documentos españoles llevan su nombre como Iskandar Qudarat Pahar-ud-Din. En 1837 y 1845 firmó tratados amistosos con los españoles. Murió en 1853 y 1854.
19. Sultán Muhammad Makakwa
Era nieto del sultán Kawasa Anwar ud-Din. Se puede estimar que su gobierno duró desde aproximadamente 1854 hasta 1884. Murió en Nuling (en el sitio del antiguo asentamiento de Maguindanao).
20. Sultán Mohammad Jalal Ud-din Pablu
También conocido como sultán Wata, era hijo del sultán Makakwa. Su capital estaba en Banubu, justo enfrente de la ciudad de Cotabato al otro lado del Pulangi. Su muerte tuvo lugar en 1888.
21. Sultán Mangigin
Era nieto del famoso Datu Dakula de Sibugay, quien a su vez, era nieto de Kibad Sahriyal (n.º 16). Comenzó su gobierno en 1896. De 1888 a 1896, el Sultanato experimentó un interregno, posiblemente porque Datu Utto (Sultán Anwar ud-Din de Buayan) quería que su cuñado Datu Mamaku (un hijo del Sultán Qudratullah Untong) se convirtiera en Sultán. Los españoles, sin embargo, querían que el sultanato fuera a uno de los datus de Sibugay. Hacia finales de 1900, Sultán Mangigin trasladó su residencia de Cotabato a Sibugay. En 1906 se casó con Rajah Putri, la viuda de Datu Utto y hermana de Datu Mamaku.
22. Sultán Muhammad Hijaban Iskandar Mastura Kudarat
Accedió al trono tras la muerte de Mangigin en 1926. En ese momento, el Sultanato asumió un carácter más ceremonial y tradicional. Continuó siendo la institución central para los asuntos tradicionales y religiosos de los pueblos maguindánao e iranun.

## Pretendientes
A partir de mayo de 2018, hay tres familias reales principales en Maguindánao. Cada uno tiene un sultán entronizado bajo el sultanato de Maguindánao, el reino de rajá Buayan y el dominio del valle de Alah.